# Cordéac
Cordéac est une ancienne commune française située dans le département de l'Isère en région Auvergne-Rhône-Alpes.
Elle a fusionné au 1er janvier 2017 avec l'ancienne commune voisine de Saint-Sébastien pour devenir la nouvelle commune de Châtel-en-Trièves.

## Géographie

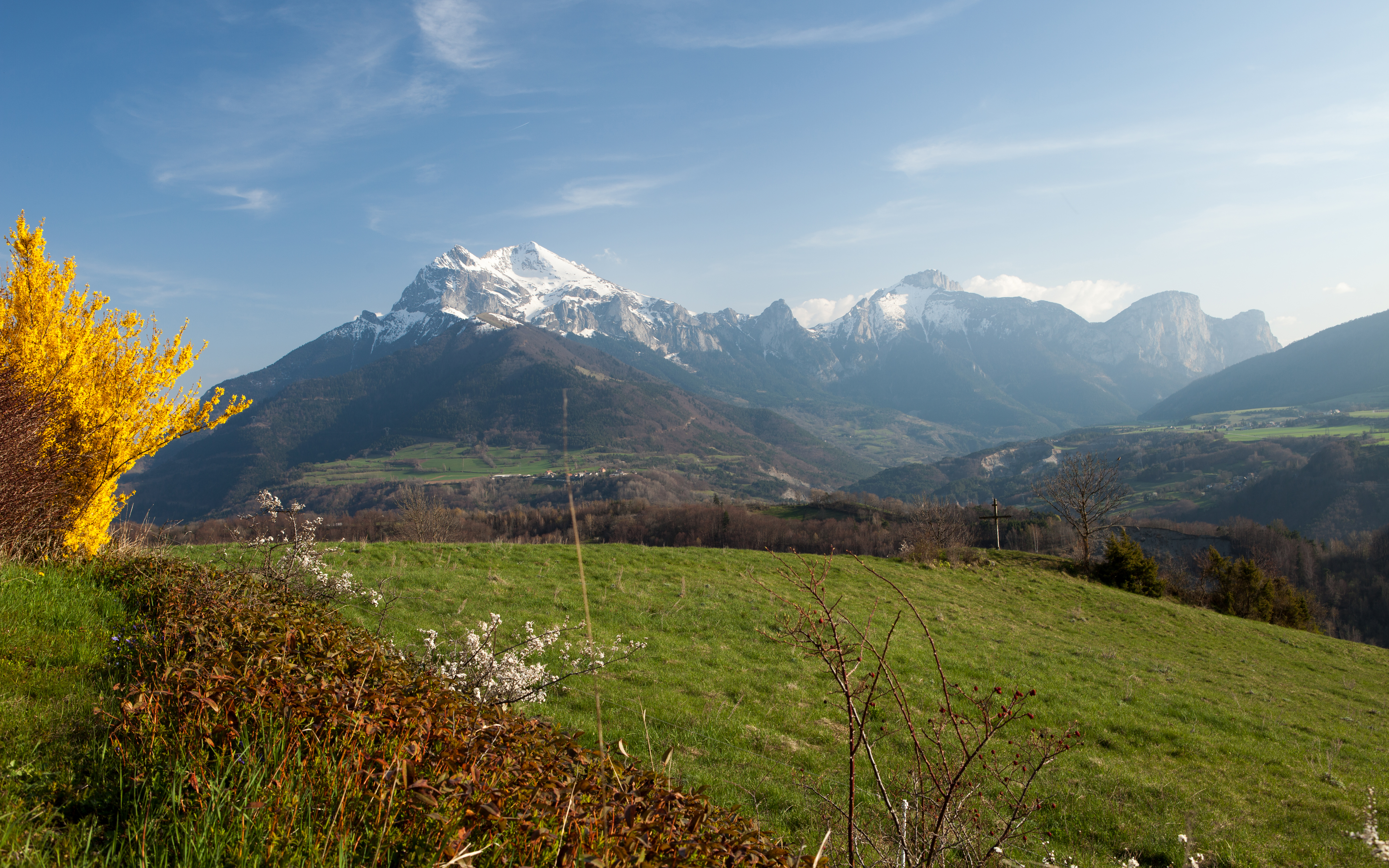
Vue générale de l'Obiou et du Châtel.

À proximité de cette commune se situe le barrage du Sautet. Ce village calme et reposant est une voie d'accès au Dévoluy.

### Lieux-dits
Chalanne, les Guions, Chenalbonne, les Berlions, les Gauthiers, Ribeyre, Malvaisin, les Achards, les Gachets, les Pellissiers, les Fossés, Trachet.

### Communes limitrophes
Saint-Sébastien, Mens, Saint-Jean-d'Hérans, Pellafol

## Politique et administration
| Période                                  | Période  | Identité         | Étiquette | Qualité  |
| ---------------------------------------- | -------- | ---------------- | --------- | -------- |
| 1983                                     | 2008     | Bruno Turc       |           |          |
| 2008                                     | 2014     | Josette Garcin   |           |          |
| 2014                                     | En cours | Victor Vecchiato | SE        | Retraité |
| Les données manquantes sont à compléter. |          |                  |           |          |

## Démographie
L'évolution du nombre d'habitants est connue à travers les recensements de la population effectués dans la commune depuis 1793. À partir du 1er janvier 2009, les populations légales des communes sont publiées annuellement dans le cadre d'un recensement qui repose désormais sur une collecte d'information annuelle, concernant successivement tous les territoires communaux au cours d'une période de cinq ans. 
Pour les communes de moins de 10 000 habitants, une enquête de recensement portant sur toute la population est réalisée tous les cinq ans, les populations légales des années intermédiaires étant quant à elles estimées par interpolation ou extrapolation. Pour la commune, le premier recensement exhaustif entrant dans le cadre du nouveau dispositif a été réalisé en 2006,.
En 2014, la commune comptait 207 habitants, en évolution de +0,98 % par rapport à 2009 (Isère : +3,89 %, France hors Mayotte : +2,49 %).
| 1793 | 1866 | 1872 | 1876 | 1881 | 1886 | 1891 | 1896 | 1901 |
| ---- | ---- | ---- | ---- | ---- | ---- | ---- | ---- | ---- |
| 576  | 583  | 546  | 540  | 536  | 529  | 476  | 437  | 418  |

| 1906 | 1911 | 1921 | 1926 | 1931 | 1936 | 1946 | 1954 | 1962 |
| ---- | ---- | ---- | ---- | ---- | ---- | ---- | ---- | ---- |
| 402  | 377  | 318  | 275  | 291  | 280  | 321  | 245  | 227  |

| 1968 | 1975 | 1982 | 1990 | 1999 | 2006 | 2011 | 2014 | - |
| ---- | ---- | ---- | ---- | ---- | ---- | ---- | ---- | - |
| 209  | 168  | 155  | 184  | 193  | 209  | 205  | 207  | - |

## Monuments

### Patrimoine religieux

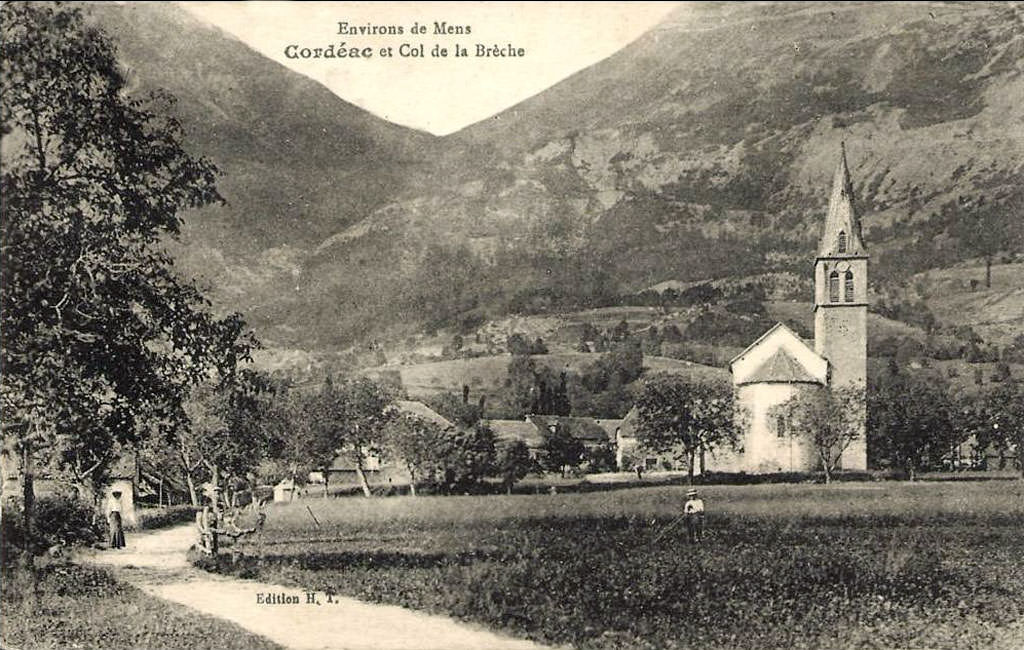
L'église au début du XXe siècle.

- Église Saint-Martin de Cordéac

### Patrimoine civil
- Vestiges du bourg fortifié de Puy-Boson et du château fort sur motte de Puy-Boson, du XIIe siècle[5].
- Château fort sur motte de Troussepaille, du XIIIe siècle[5].